# Китайско-туркменские отношения
Китайско-туркменские отношения — двусторонние отношения между Китаем и Туркменистаном. Дипломатические отношения между Туркменистаном и Китайской Народной Республикой установлены 6 января 1992 года. В сентябре 2013 года отношения между странами были признаны стратегическим партнёрством, в мае 2014 года Китай и Туркменистан заключили Договор о дружбе и сотрудничестве.

## Посольство Туркменистана в КНР
Посольство Туркменистана в КНР (г. Пекин) открыто постановлением Президента Туркменистана от 6 сентября 1993 года.
С 20 декабря 2018 года Посольство возглавляет Чрезвычайный и Полномочный Посол Туркменистана в Китайской народной республике Парахат Дурдыев.

### Послы
1. Рахманов, Амангельды (28.03.1995 — 09.03.2001)
2. Шихмурадов, Борис (11.03.2001 — 30.10.2001)
3. Касымов, Курбанмухаммед (30.10.2001 — 20.03.2008)
4. Назаров, Мурад (05.01.2009 — 17.12.2010)
5. Назаров, Курбанназар (22.02.2011 — 17.09.2013)
6. Рустемова, Чинар (17.09.2013 — 20.12.2018)
7. Дурдыев Парахат (20.12.2018 — н. в.)

## Посольство КНР в Туркменистане

### Послы
1. Лу Гуйчен (сентябрь 2003—сентябрь 2008)[3][4]
2. У Хунбинь (сентябрь 2008—март 2011)[5][6];
3. Сяо Цинхуа (май 2011—август 2016)[7];
4. Сунь Вэйдун (октябрь 2016—сентябрь 2020)[7];
5. Цянь Найчэн (с января 2021)[8];

## Экономическое сотрудничество
Для Туркменистана Китай является одним из самых крупных торговых партнёров. В 2017 году объём товарооборота между странами достиг 10 миллиардов долларов (в 1992 году он составлял 4,4 миллиона долларов). Основным предметом экспорта Туркменистана в Китай является природный газ, объём поставок которого по итогам 2017 года 30 миллиардов кубометров газа. Китай с 2009 года является крупнейшим покупателем туркменского газа.
Поставка газа осуществляется по трём веткам газопровода «Туркмения — Китай» общей протяжённостью 1833 километров каждая. Предполагается завершение строительства четвёртой ветки газопровода, которая будет поставлять в Китай газ из месторождения «Галкыныш» через Узбекистан, Таджикистан и Киргизию.
Развитие отношений с Китайской Народной Республикой стало осуществляться Туркменистаном в рамках политики по диверсификации поставок энергетических ресурсов, в частности снижения зависимости от России, не только экономической, но и политической. В то же время Китай постоянно поддерживает Туркменистан в его решении придерживаться статуса нейтральной страны.

## Инвестиции
Китай является значимым инвестором для экономики Туркменистана. В Туркмении ведут экономическую деятельность порядка 30 предприятий Китайской Народной Республики. Значительная часть инвестиций, приходится на нефтегазовый сектор и добычу полезных ископаемых. С 2002 года в Туркменистане работает Китайская национальная нефтегазовая корпорация, которая является оператором по добыче газа проекта «Багтыярлык». Компания также ведёт промышленную разработку месторождения «Галкыныш» (финансирование освоения месторождения, в частности, строительство газопроводов, газоочистительных заводов, необходимой инфраструктуры, производит государственный банк Китая).
В Лебапском велаяте планируется строительство горно-обогатительного комбината по добыче калийных солей.
Также компании из Китайской Народной Республики активно инвестируют в транспортный сектор экономики. 90 % транспортной мощностей железнодорожных магистралей обеспечивается локомотивами, произведёнными в Китае.
Ещё одними направлениями инвестиций Китая являются: здравоохранение, строительство, текстильная промышленность и телекоммуникации.

## Транспорт и логистика
Туркменистан является важным звеном для Китая в реализации транспортного проекта Нового шёлкового пути на предложенных им принципах. В частности уже действует часть железнодорожного транспортного коридора Китай—Казахстан—Туркменистан—Иран, позволяющий сократить в два раза время грузоперевозок между Китаем и Ираном.
Ежедневно из Ашхабада летают самолёты в Урумчи и Пекин.

## Культурный обмен и туризм
2 февраля 2018 года в Пекине был открыт визово-сервисный центр Туркменистана «Шёлковый путь» для упрощения процедуры въезда на территорию Туркмении туристам и бизнесменам из Китая.

## Образование
Более 2.000 туркменских студентов учатся в вузах Китайской Народной Республики. В частности, студенты Государственного медицинского университета Туркменистана обучаются в Пекинском университете традиционной медицины, осуществляется обмен опытом между преподавателями вузов.
В школах и университетах Туркменистана ведётся изучение китайского языка.

## Борьба с терроризмом
Китай рассчитывает на содействие Туркменистана как в борьбе с международными террористическими организациями, так и с сепаратистской деятельностью Исламского движения Восточного Туркестана в Синьцзян-Уйгурском автономном районе КНР. Сотрудничество двух стран может быть направлено на борьбу со сторонниками этого движения в Центральной Азии.